# لاریسا هوانیسیان

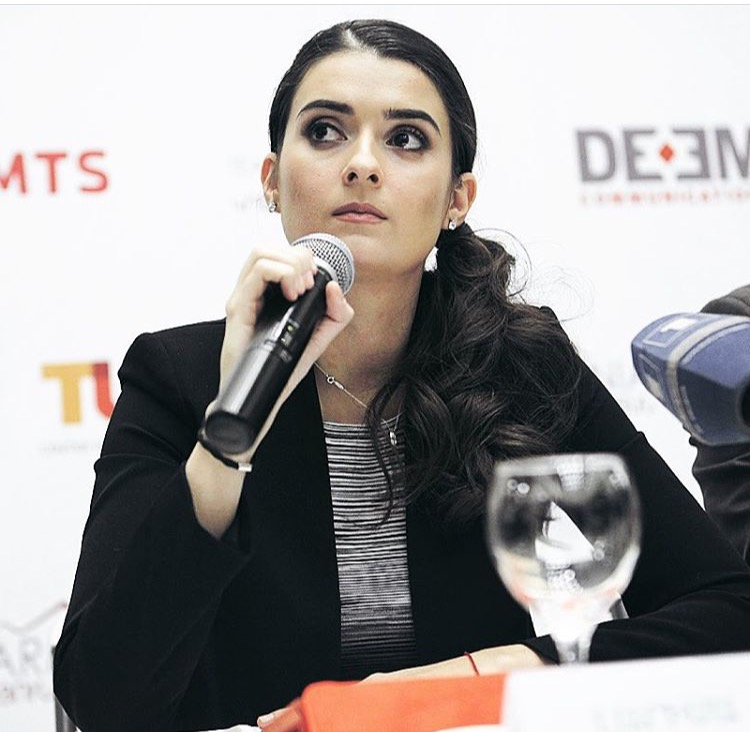
لاریسا هوانیسیان در کنفرانس خبری

لاریسا ویرجینیا هوانیسیان (ارمنی: Լարիսա Վիրջինիա Հովհաննիսյան زادنام لاریسا ویرجینیا رایان؛ زادهٔ ۲۱ اکتبر ۱۹۸۸) یک کارآفرین اجتماعی و کنشگر و کارشناس آموزشی اهل ارمنستان-ایالات متحده آمریکا است. وی بنیان‌گذار و رئیس اجرایی سازمان غیرانتفاعی Teach For Armenia است.
هوانیسیان در شهر ایروان پایتخت جمهوری ارمنستان به دنیا آمد. وی از دانشگاه ایالتی آریزونا فارغ‌التحصیل شده‌است.
وی همسر گارین هوانیسیان است.